# 托爾瓦卡國家公園

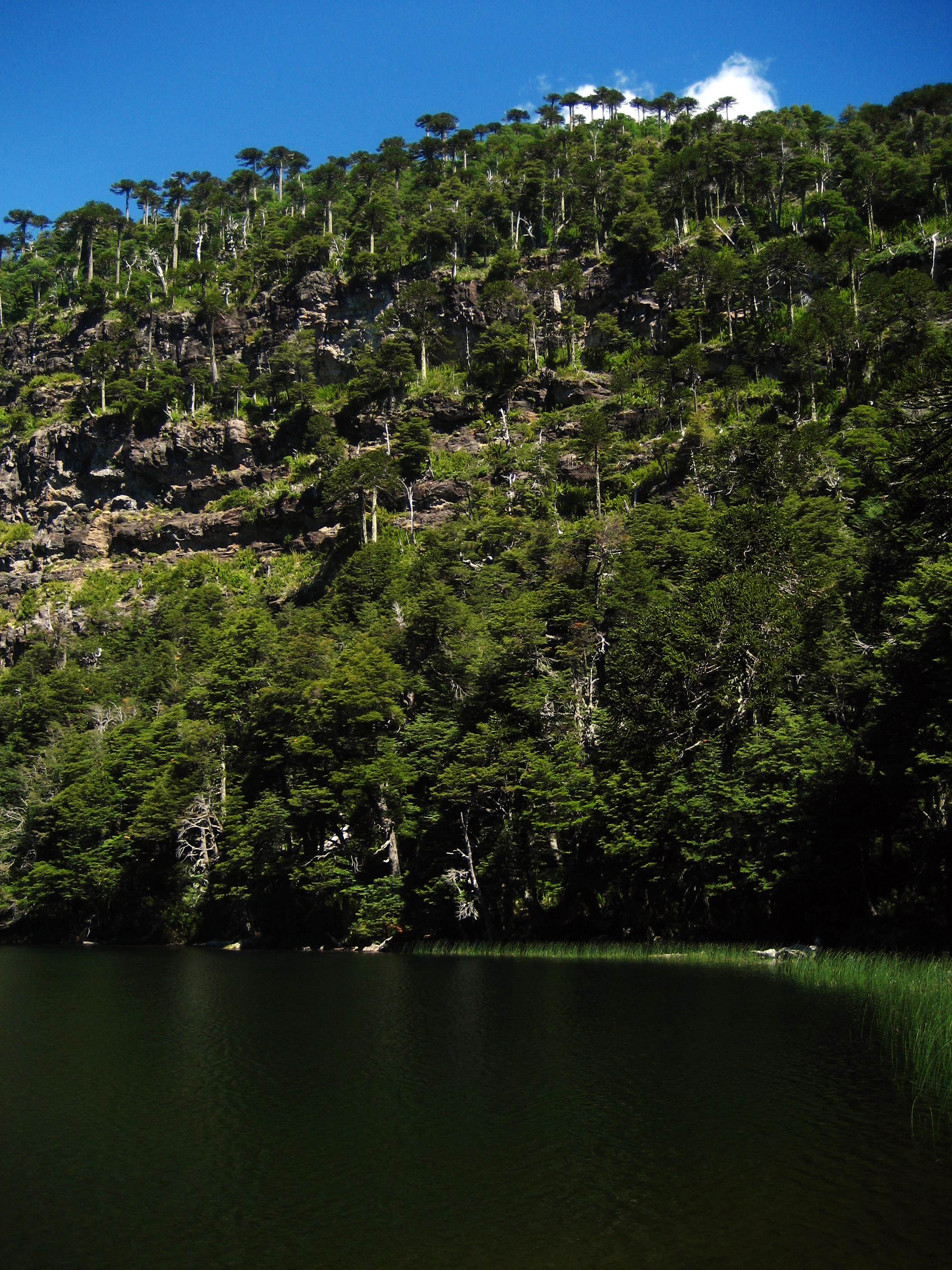

托爾瓦卡國家公園是智利的國家公園，位於該國中南部，由阿勞卡尼亞大區負責管轄，成立於1935年，面積65平方公里，最高點海拔高度1,821米。